# Евроцент

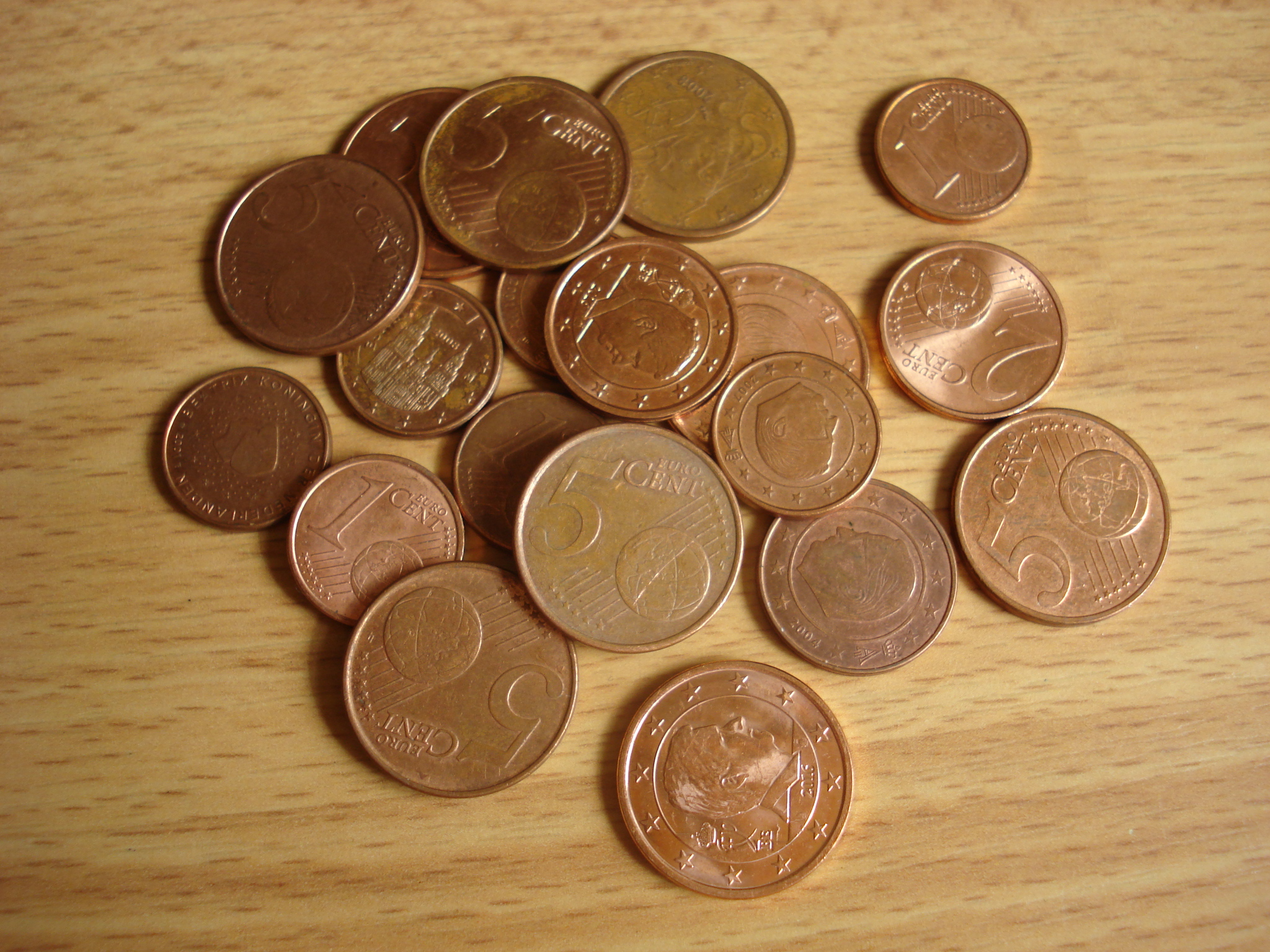
1, 2 и 5 евроцентов разных стран

Евроце́нт — разменная денежная единица стран Европейского сообщества (Евросоюза). 1 евро = 100 евроцентам. Выпускаются монеты в 1, 2, 5, 10, 20 и 50 евроцентов, причём реверсы монет одинакового номинала одинаковы, а аверсы разные в зависимости от страны, выпустившей монету.

## Варианты названия
Согласно декларации 2 Постановления Совета Европейского союза № 974/98 от 3 мая 1998, официальное наименование разменной денежной единицы евро — «цент» (в частности, для использования во всех официальных текстах). Однако участникам союза не запрещается использовать другие, локальные наименования. Название «евроцент» (англ. , нем. , фр. и итал. Euro + Cent — евро + цент) часто употребляется для отличия этой разменной денежной единицы от других разновидностей цента.
Варианты названий евроцента на 23 официальных языках стран Евросоюза (выделены полужирным) и зависимых территорий (курсивом). Члены еврозоны подчёркнуты:
| Язык                                         | Код языка в стандарте ISO 639-1              | Государства и территории Евросоюза и еврозоны | Официальные наименования денежных единиц     | Официальные наименования денежных единиц     | Дополнительные наименования разменной единицы | Дополнительные наименования разменной единицы |
| Язык                                         | Код языка в стандарте ISO 639-1              | Государства и территории Евросоюза и еврозоны | Евро                                         | Цент                                         | Евроцент                                      | Русский эквивалент                            |
| Официальные языки Евросоюза и стран еврозоны | Официальные языки Евросоюза и стран еврозоны | Официальные языки Евросоюза и стран еврозоны | Официальные языки Евросоюза и стран еврозоны | Официальные языки Евросоюза и стран еврозоны | Официальные языки Евросоюза и стран еврозоны  | Официальные языки Евросоюза и стран еврозоны  |
| -------------------------------------------- | -------------------------------------------- | --- | -------------------------------------------- | -------------------------------------------- | --------------------------------------------- | --------------------------------------------- |
| Английский язык                              | en                                           | Ирландия · Мальта | Euro                                         | Cent                                         | —                                             | —                                             |
| Греческий язык                               | el                                           | Греция · Кипр | Ευρώ                                         | Λεπτό (Греция) Σεντ (Кипр)                   | Λεπτό (Греция) ? (Кипр)                       | Лепта —                                       |
| Ирландский язык                              | ga                                           | Ирландия | Euro                                         | Cent                                         | Centanna                                      | ? (цент)                                      |
| Испанский язык                               | es                                           | Андорра · Испания | Euro                                         | Cent                                         | Céntimo                                       | Сентимо                                       |
| Итальянский язык                             | it                                           | Ватикан · Италия · Сан-Марино | Euro                                         | Cent                                         | Centesimo, eurocent                           | Чентезимо, евроцент                           |
| Латышский язык                               | lv                                           | Латвия | Eiro                                         | Cents                                        | Eirocents                                     |                                               |
| Литовский язык                               | lt                                           | Литва | Euro                                         | Cent                                         | Centas                                        | Центас                                        |
| Мальтийский язык                             | mt                                           | Мальта | Ewro                                         | Cent                                         | Ċenteżmu                                      | Чентезимо (цент)                              |
| Немецкий язык                                | de                                           | Австрия · Бельгия · Германия · Люксембург | Euro                                         | Cent                                         | —                                             | —                                             |
| Нидерландский язык                           | nl                                           | Бельгия · Нидерланды | Euro                                         | Cent                                         | —                                             | —                                             |
| Португальский язык                           | pt                                           | Португалия | Euro                                         | Cent                                         | Cêntimo, eurocêntimo                          | Сентимо, евросентимо                          |
| Словацкий язык                               | sk                                           | Словакия | Euro                                         | Cent                                         | —                                             | —                                             |
| Словенский язык                              | sl                                           | Словения | Evro                                         | Cent                                         | —                                             | —                                             |
| Финский язык                                 | fi                                           | Финляндия | Euro                                         | Sentti                                       | —                                             | —                                             |
| Французский язык                             | fr                                           | Андорра · Бельгия · Гваделупа · Гвиана · Люксембург · Майотта · Мартиника · Монако · Реюньон · Сен-Бартелеми · Сен-Мартен · Сен-Пьер и Микелон · Франция · ФЮАТ | Euro                                         | Cent                                         | Centime, eurocentime                          | Сантим, евросантим                            |
| Шведский язык                                | sv                                           | Аландские острова · Финляндия | Euro, euron                                  | Cent                                         | Centen                                        | ? (цент)                                      |
| Эстонский язык                               | et                                           | Эстония | Euro                                         | Sent                                         | —                                             | —                                             |
| Прочие официальные языки Евросоюза           |                                              | |                                              |                                              |                                               |                                               |
| Болгарский язык                              | bg                                           | Болгария |                                              |                                              |                                               |                                               |
| Венгерский язык                              | hu                                           | Венгрия |                                              |                                              |                                               |                                               |
| Датский язык                                 | da                                           | Дания |                                              |                                              |                                               |                                               |
| Польский язык                                | pl                                           | Польша |                                              |                                              |                                               |                                               |
| Румынский язык                               | ro                                           | Румыния |                                              |                                              |                                               |                                               |
| Чешский язык                                 | cs                                           | Чехия |                                              |                                              |                                               |                                               |
| Прочие языки стран еврозоны                  |                                              | |                                              |                                              |                                               |                                               |
| Баскский язык                                | eu                                           | Испания · Франция | Euro                                         | Cent                                         | Zentimo                                       | Сентимо                                       |
| Бретонский язык                              | br                                           | Франция | Euro                                         | Sent                                         | Liard                                         | Лиард                                         |
| Галисийский язык                             | gl                                           | Испания | Euro                                         | ?                                            | Céntimo                                       | Сентимо                                       |
| Каталанский язык                             | ca                                           | Андорра · Испания | Euro                                         | ?                                            | Cèntim                                        | Сантим                                        |
| Латинский язык                               | la                                           | Ватикан | Euro                                         | ?                                            | Сentesimi                                     | Чентезимо                                     |
| Люксембургский язык                          | lb                                           | Люксембург | Euro                                         | Cent                                         | ?                                             | —                                             |
| Мирандский язык                              | mwl (код ISO 639-2)                          | Португалия | Ouro                                         | ?                                            | Céntimo, centabo                              | Сентимо, сентаво                              |
| Окситанский язык                             | oc                                           | Испания | Èuro                                         | Cent                                         | Centim                                        | Сантим                                        |
| Русский язык                                 | ru                                           | Латвия · Литва · Эстония | Евро                                         | Цент                                         | Евроцент                                      | Евроцент                                      |
| Сербский язык                                | sr                                           | Черногория | Евро, evro                                   | Цент, cent                                   | ?                                             | —                                             |
| Турецкий язык                                | tr                                           | Кипр | Euro, avro                                   | Sent                                         | ?                                             | —                                             |
| Фризский язык                                | fy                                           | Нидерланды | Euro, jero                                   | Sint, sänt                                   | ?                                             | —                                             |
| Черногорский язык ?                          | me                                           | Черногория | ?                                            | ?                                            | ?                                             | —                                             |

## Особенности использования монет в 1 и 2 цента
Монеты достоинством в 1 и 2 цента являются законным платёжным средством и чеканятся во всех странах еврозоны, однако в различных странах имеются особенности их использования.
В Финляндии уже в 2002 году, при переходе на евро, было закреплено законом обязательное округление сумм при наличных расчётах до 5 центов. Финские монеты в 1 и 2 цента чеканятся небольшими тиражами для коллекционеров. В торговых точках могут не принимать монеты в 1 и 2 цента, если объявление об этом размещено на видном месте.
С 1 сентября 2004 года в Нидерландах установлено обязательное округление итоговой суммы покупки до 5 центов.
В 2013 году Европейская комиссия обсуждала возможность отказа от использования монет в 1 и 2 цента в связи с большими затратами на их производство и пренебрежительным отношением к ним. Было подготовлено четыре возможных сценария:
- продолжать использование монет без всяких изменений;
- продолжать использование монет, но снизить затраты на их изготовление, изменив материал;
- прекратить выпуск монет и изъять их из обращения в короткий срок, после истечения которого монеты перестанут быть законным платёжным средством;
- прекратить выпуск монет, которые постепенно естественным образом выйдут из обращения, не теряя формального статуса законного платёжного средства[6].

В начале 2014 года правительство Бельгии внесло в парламент законопроект, предусматривающий обязанность продавцов округлять итоговую сумму до 5 или 10 центов.
28 октября 2015 года в Ирландии введено округление итоговых сумм при наличных расчётах до 5 центов. Стоимость отдельных товаров будет, как и прежде, указываться с точностью до цента. Округление не будет применяться при расчётах чеками и картами.